# آلن هیل (بازیکن فوتبال، زاده ۱۹۴۳)
آلن هیل (انگلیسی: Alan Hill؛ زادهٔ ۳ نوامبر ۱۹۴۳) بازیکن فوتبال اهل بریتانیا است.
از باشگاه‌هایی که در آن بازی کرده‌است می‌توان به بارنزلی، روترهام یونایتد و ناتینگهام فارست اشاره کرد.